# Diaptomus (Mastigodiaptomus) purpureus
Diaptomus (Mastigodiaptomus) purpureus is een eenoogkreeftjessoort uit de familie van de Diaptomidae. De wetenschappelijke naam van de soort is voor het eerst geldig gepubliceerd in 1907 door Marsh.